# Hammadi Sammoud
Hammadi Sammoud, également orthographié Hamadi Samoud (arabe : حمادي صمود), né le 25 juin 1947 à Kélibia, est un linguiste et universitaire tunisien spécialiste en lettres et langue arabe. 

## Biographie
Après des études en philosophie, il obtient son agrégation de lettres classiques en 1972 puis son doctorat d'État de la faculté des sciences humaines et sociales de Tunis en 1980.
Professeur émérite à l'université de Tunis et président du laboratoire de recherche sur l'analyse du discours à l'université de La Manouba, il est professeur invité dans plusieurs universités françaises, dont l'université Sorbonne Nouvelle - Paris III, l'université Paris-VIII et l'université de Lyon.
Membre de jurys de recrutement pour les différents niveaux de l'enseignement supérieur en Tunisie et des comités de rédaction de plusieurs revues académiques, il est également membre de l'Académie tunisienne des sciences, des lettres et des arts.

## Distinctions
- Officier de l'Ordre tunisien du Mérite pour l'enseignement (1992)[4] ;
- Prix d'État en sciences humaines (Tunisie, 1994)[2] ;
- Prix international du roi Abdallah ben Abdelaziz pour la traduction (en) (Arabie saoudite, 2010)[5] ;
- Prix Ibn Khaldoun-Senghor pour la traduction (France, 2011)[6] ;
- Prix Sultan Bin Ali Al Owais pour la critique littéraire (Émirats arabes unis, 2017)[2],[7] ;
- Prix Abou el Kacem Chebbi (ar) pour la littérature arabe (Tunisie, 2018)[8],[9].

## Publications
- (ar) La face et le revers dans la convergence du patrimoine et de la modernité, Tunis, Société tunisienne de diffusion, 1988, rééd. United Book House, Beyrouth, 2010.
- (ar) Les théories littéraires chez les Arabes, Djeddah, Club littéraire culturel, 1995.
- (ar) Manifestations du discours littéraire : questions théoriques, Carthage, Maison de Carthage pour la diffusion, 1999.
- (ar) Manifestations du discours littéraire : questions pratiques, Carthage, Maison de Carthage pour la diffusion, Carthage, 1999.
- (ar) Manifestations du discours rhétorique, Carthage, Maison de Carthage pour la diffusion, Carthage, 1999.
- (ar) La rhétorique de l'humour chez Al-Jahiz, Carthage, Maison de Carthage pour la diffusion, Carthage, 2002.
- (ar) La rhétorique de la victoire dans l'ancienne critique arabe, La Manouba, Faculté des lettres, des arts et des humanités de La Manouba (ar), 2005.
- (ar) De l'erreur : Averroès lisant Aristote, Tunis, Miroirs de la modernité, 2007.
- (ar) Mon chemin vers la liberté, Tunis, Med Ali, 2017.